# Antonio Toledo Corro
Antonio Toledo Corro (Escuinapa, 1 de abril de 1919 – Mazatlán, 6 de julho de 2018) foi um político e membro mexicano do Partido Revolucionário Institucional (PRI).

## Carreira
Foi menbro do Partido Revolucionário Institucional.
Ele faleceu em 6 de julho de 2018, na idade de 99 anos. Ele tinha sido hospitalizado em Mazatlan no hospital desde 29 de junho, e estava sofrendo de várias doenças, incluindo pneumonia.